# غابات متوسطية

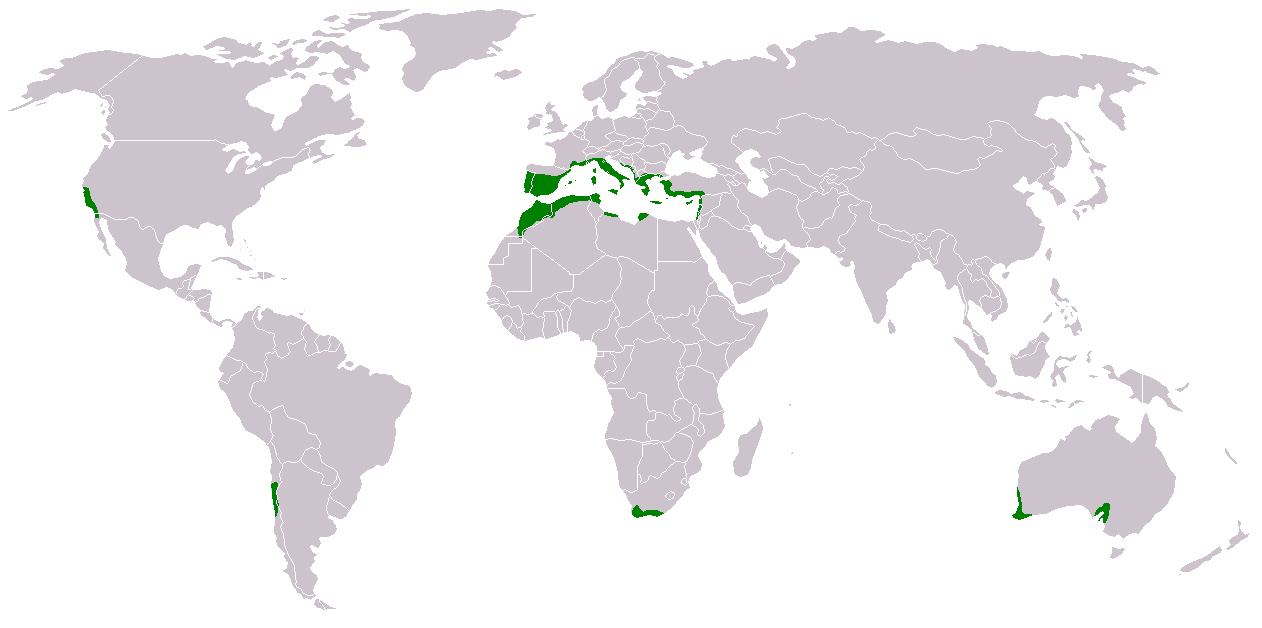
مناطق الغابات المتوسطية الخمس في أنحاء العالم.

الغابات المتوسطية هي مجال حيوي بيئي يمتاز بمناخه الجافّ صيفاً والممطر شتاءً. عادةً ما يكون الصيف حاراً بالنسبة للمناطق الواقعة عميقاً
داخل اليابسة وعلى ارتفاعاتٍ منخفضة، إلا أنَّه قد يكون بارداً بالمقابل في بعض المناطق الواقعة قرب ساحل البحر، كما هي الحال في منطقة حوض البحر الأبيض المتوسط. يتراوح جوّ الغابات المتوسطية في الشتاء بين المعتدل والبارد في المناطق المنخفضة، وقد يصل إلى البارد جداً في المناطق المرتفعة. تتواجد الغابات المتوسطية في مناطق المناخ المتوسطي الخمس بالعالم، وهي حوض البحر الأبيض المتوسط وغرب تشيلي وولاية كاليفورنيا الأمريكية ومقاطعة كاب جنوب الأفريقية وجنوب أستراليا.

## السّمة

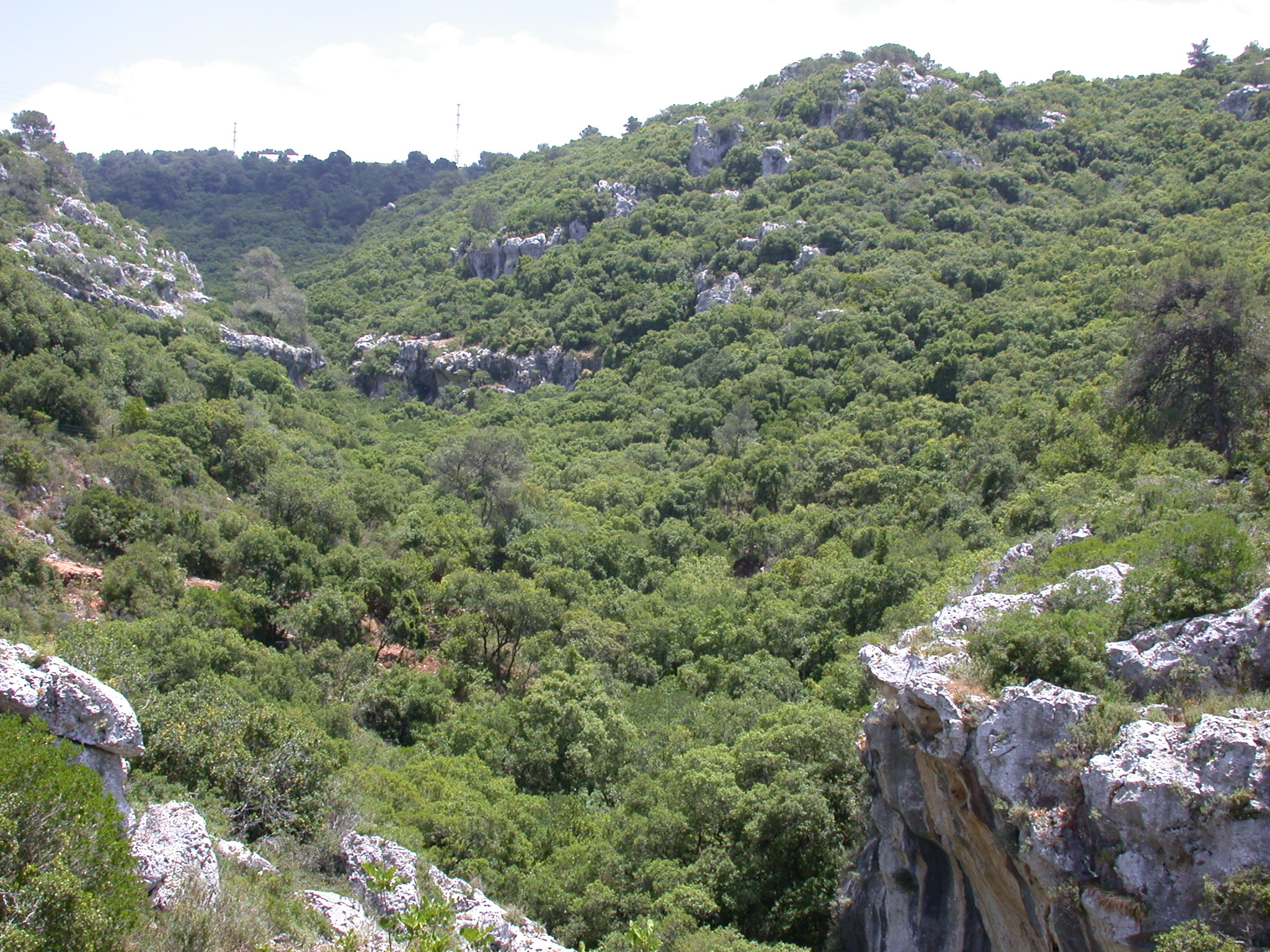
غابة في جبل الكرمل فلسطين.

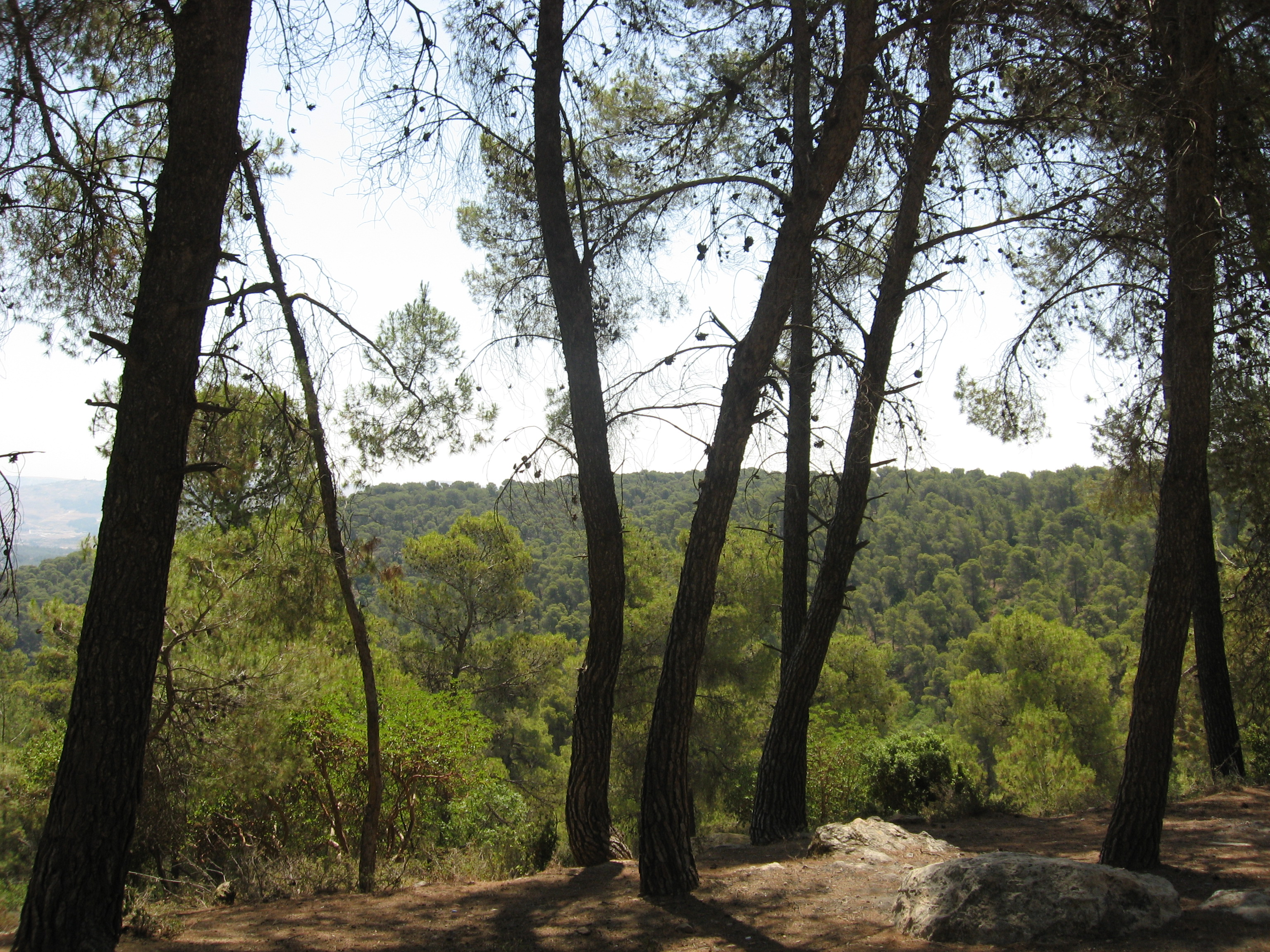
غابة صنوبرية في محمية دبين شمال الأردن.

تُعَدّ منطقة حوض البحر الأبيض المتوسط واحدةً من أغنى مناطق العالم بأنواع الحياة الحيوانية والنباتية المختلفة، فهي تُصنَّف على أنَّها واحدةٌ من 34 منطقة تنوع حيوي في أنحاء العالم. كما أنَّها - إلى جانب ذلك - تضمُّ معدلاً عالياً نسبياً من التمايز الوراثي. ولذلك فإنّ للغابات المتوسطية عوائد كبيرةً على بلدانها، على الصعيد السياحي والاقتصادي والاجتماعي، بل وتوفير الأمن الغذائي للسكّان.

## المناطق

### حوض البحر المتوسط
تضمُّ منطقة حوض البحر الأبيض المتوسط 26 دولة تغطي نحو 6.7% من إجمالي مساحة يابسة العالم، ومن هذه المساحة يوجد ما يعادل 115 مليون هكتار من الغابات، أي ما يعادل 13% من إجمالي مساحة هذه الدول، ونحو 3% من إجمالي مساحة غابات العالم. تشهد الغابات شمال حوض البحر الأبيض المتوسط ازدهاراً وتوسعاً منتظماً حالياً نتيجة للأنشطة الزراعية وحملات إعادة التشجير، إلا أنّ الحال بالنسبة لأغلب الغابات الجنوبية والشرقية (وخصوصاً في منطقة المغرب العربي) هي العكس، فهي تتضرَّر بسبب القطع والإزالة لإقامة الأراضي الزراعية أو الرعي أو الحرائق العرضية، وهي لا زالت مستقرَّة نسبياً، إلا أن النموّ الإجابي فيها بطيءٌ جداً. وبشكلٍ عام، فإنّ أغلب غابات جنوب المتوسط تقع في مناطق ذات مناخ يتراوح بين الصحراوي وشبه الجاف، لذا فإنّ مياهها تكون أقلّ نقاءً وتربتها أقلّ خصوبة، ويجعلها كل ذلك أنظمة بيئة هشَّة وحساسة للتهديدات، والكثير من حيواناتها الأصلية الآن منقرضة أو مهددة بالانقراض. وهي بالفعل قليلة، حيث تمثّل الغابات عادةً أقل من 10% من مساحة دول جنوب حوض المتوسط. لكن على العموم فإنّ معدل منطقة حوض البحر الأبيض المتوسط لنموّ غطاء الغابات يبلغ 0.20%، وهو أفضل من المعدل العالمي البالغ -0.18%.